# Pettineo (Italia)
Pettineo (Pitinia in siciliano) è un comune italiano di 1 238 abitanti della città metropolitana di Messina in Sicilia.

## Storia
Il centro abitato fu fondato dai normanni che costruirono un castello (dongione di Migaido), costituito da un dongione fortificato, al di sotto si sviluppò l’abitato. Successive informazioni storiche riguardanti Pettineo risalgono al XIII secolo, quando re Manfredi di Sicilia concesse a Manfredi Maletta, camerario del regno di Sicilia, il borgo Pectineum. 
All'epoca del Vespro (1282) Pettineo ritornò al demanio regio. In seguito re Federico III di Aragona intese beneficiare quanti gli si mostrarono devoti durante la guerra del Vespro e volle anche legarli maggiormente alla corona con ricche concessioni di feudi. Così l'11 febbraio 1300 concesse Pettineo ad Alanfranco di San Basilio. Questi nel luglio 1299 si era distinto nella battaglia di Capo d'Orlando fra la flotta siciliana, che fu disfatta, e la flotta aragonese.
Nel 1332 Pettineo entrò nel vasto territorio della contea di Geraci, a seguito della permuta avvenuta fra Alanfranco di San Basilio e Francesco Ventimiglia conte di Geraci.
Dopo vari passaggi feudali per le note vicende di confische e alienazione, Pettineo passò in dominio a varie famiglie: Alagona, Cardona, Ansalone, Ferreri, Gomez de Silvera, Lanza, Valguarnera, e infine ai conti di Prades.
Nei primi anni del Trecento il piccolo borgo venne trasformato in abitato fortificato.
Alanfranco di San Basilio edificò un castello per la difesa dei vassalli, oltre che come simbolo dell'autorità. Il castello è costituito da un grande dongione quadrangolare fortificato.
Altro insediamento castrense del territorio di Pettineo riconducibile al XII secolo è Migaido, o meglio Migaydo (risalente al periodo normanno), tipico esempio di incastellamento rurale e rara testimonianza ancora viva di architettura feudale. Questo fortilizio, per ragioni di controllo della viabilità naturale e difesa del confine della Contea di Geraci, nacque su una collinetta che domina la valle ed un'ampia porzione di territorio comitale.
Si compone allo stato attuale di una massiccia torre cilindrica alta 13 m di origine normanna, di una chiesetta detta di S. Antonino che oggi dà il nome anche alla torre, di una cinta muraria turrita che racchiudeva, oltre la torre e la piccola cappella, anche una serie di manufatti in parte ancora leggibili, ed infine dei corpi di fabbrica aggiunti a partire dal 1809. All'interno della corte sorge la grande torre cilindrica, costruzione databile al XI-XII secolo, sorta non soltanto come mastio a sé stante, ma anche con funzioni abitative. Lo spessore della muratura supera i tre metri e con il suo volume imponente e massiccio doveva risultare una struttura impenetrabile. L'altro manufatto edilizio di rilevante interesse è la cappella di S. Antonino. A pianta rettangolare, in origine aveva un accesso ad ovest dal lato corto, ma successivamente fu spostato a nord, trasformando in finestra la porta originale. Al suo interno si trovano affreschi di notevole valore artistico per il periodo storico. Nell'abside è raffigurato un Pantocrator che, assieme ad altre scene sacre, per alcuni particolari preannunciava esperienze rivoluzionarie di espressione prospettica. Nel XV secolo Migaido diede ospitalità ad esuli di Negroponte che rivendicarono l'affrancazione dai diritti angarici.
Alla fine del medioevo Pettineo si presentava come un borgo fortificato, dominato dal castello, una cinta muraria, su cui si aprivano delle porte di accesso, e qualche emergenza monumentale: la chiesa Madre, il monastero di San Marco delle monache Benedettine, la chiesa di San Nicolò lo Proto.
Attorno al castello, secondo una consueta tipologia medievale e seguendo le naturali curve di livello, si sviluppava il tessuto urbano in un sistema viario di vicoli e cortili. Il tessuto edilizio era composto principalmente di case solerate, sala e camera sopra un catoio (piano basso seminterrato).
Alla fine del Quattrocento, e poi per tutto il Cinquecento-Seicento, avvenne un totale rinnovamento del paese. Anche se l'impianto del paese restava sostanzialmente quello medievale, sorsero nuovi fabbricati e numerose chiese: Matrice (riedificata), San Luca (abbazia 1514), San Marco (monastero, riedificato nel 1593), San Michele Arcangelo, Sant'Oliva, Maria SS. d'Itria, Madonna della Catena, San Sebastiano, Santa Caterina, Sant'Antonio Abate, San Francesco (convento dei Cappuccini 1579), Maria SS. dei Poveri, San Nicolò Magno, Santo Stefano (ossia Crocefisso), Santa Marina, Maria SS. della Pietà. Cominciarono a circolare insieme alle famiglie facoltose messinesi e palermitane (Ruffino, Sanchetta), richiamate sul posto dalle nuove occasione di reddito, numerosi operatori delle arti: intagliatori del legno e della pietra, pittori, scultori e architetti. Fiorirono botteghe di artisti, in cui spiccava il pittore Nicolò da Pettineo, noto per aver dipinto la tavola: Madonna col Bambino tra angeli musicanti, della Galleria Regionale della Sicilia (Palazzo Abatellis, Palermo), firmata e datata 1498, e altre opere che si trovano a Termini Imerese, Ciminna e Castelvetrano.

## Società

### Evoluzione demografica
Abitanti censiti

## Amministrazione
Di seguito è presentata una tabella relativa alle amministrazioni che si sono succedute in questo comune.
| Periodo          | Periodo          | Primo cittadino             | Partito                       | Carica              | Note  |
| ---------------- | ---------------- | --------------------------- | ----------------------------- | ------------------- | ----- |
| 30 gennaio 1988  | 19 febbraio 1990 | Francesco Gentile           | Partito Repubblicano Italiano | Sindaco             | [ 7 ] |
| 24 maggio 1990   | 27 giugno 1994   | Francesco Gentile           | Democrazia Cristiana          | Sindaco             | [ 7 ] |
| 27 giugno 1994   | 25 maggio 1998   | Francesco Gentile           | Partito Popolare Italiano     | Sindaco             | [ 7 ] |
| 25 maggio 1998   | 21 novembre 2001 | Francesco Gentile           | lista civica                  | Sindaco             | [ 7 ] |
| 21 novembre 2001 | 28 maggio 2002   | Riccardo Visigoti           |                               | Comm. straordinario | [ 7 ] |
| 28 maggio 2002   | 15 maggio 2007   | Giuseppe Barberi Frandanisa | lista civica                  | Sindaco             | [ 7 ] |
| 15 maggio 2007   | 8 maggio 2012    | Giuseppe Barberi Frandanisa | lista civica                  | Sindaco             | [ 7 ] |
| 8 maggio 2012    | 11 giugno 2017   | Giuseppe Liberti            |                               | Sindaco             | [ 7 ] |
| 11 giugno 2017   | in carica        | Domenico Ruffino            |                               | Sindaco             | [ 7 ] |

### Altre informazioni amministrative
Il comune di Pettineo fa parte delle seguenti organizzazioni sovracomunali: regione agraria n.7 (Colline litoranee del Tusa e del S.Stefano).

## Infrastrutture e trasporti
Il Comune è interessato dalle seguenti direttrici stradali: